# Pandore (Cortot)
Pour les articles homonymes, voir Pandore (homonymie).
Pandore est une sculpture de Jean-Pierre Cortot réalisée en 1819, lors d'un séjour à Rome. De style néo-classique, elle représente le moment où Pandore vient de recevoir la boîte des mains de Jupiter. Elle est conservée depuis 1820 au musée des Beaux-Arts de Lyon.	

## Histoire
Jean-Pierre Cortot part pour la Villa Médicis en 1810 après avoir obtenu le prix de Rome. Il réalise en 1813 une Pandore nue exposée en 1814. Il la retravaille et change en particulier sa tête pour une nouvelle exposition en 1815. Cette première version a disparu.

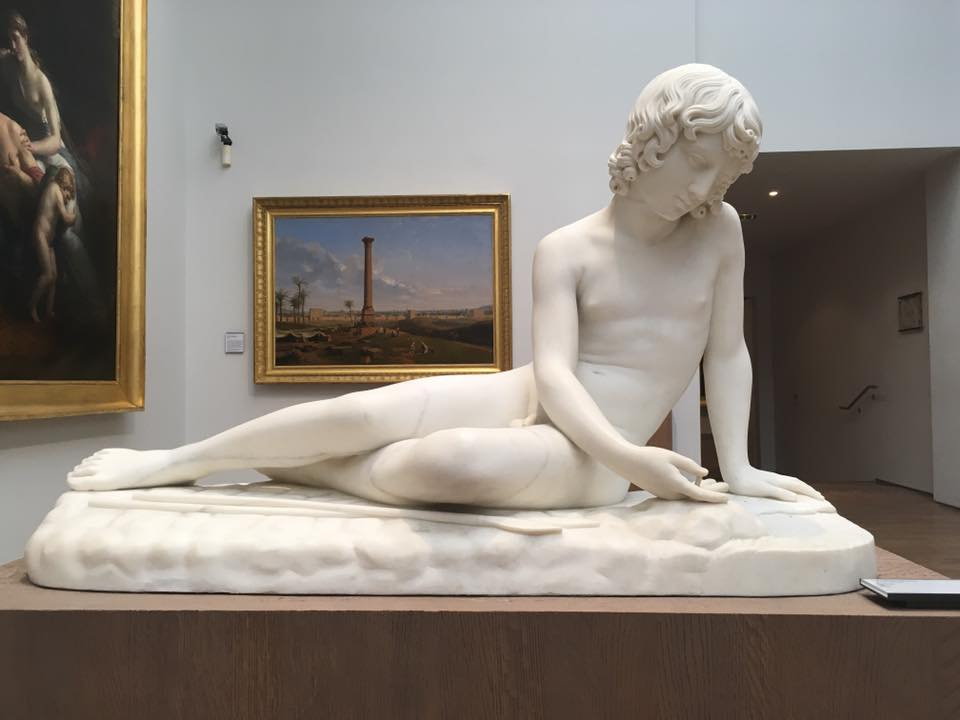
Narcisse, réalisé en 1818 et acheté en même temps que la Pandore musée des beaux-arts d'Angers.

Dans une lettre du 17 avril 1817, il déclare reprendre son travail sur ce thème, avec une version « d’une nature plus jeune et moitié drapée ». Il la travaille durant les années 1818-1819, l'œuvre étant datée de 1819. Il l'expose au Salon de 1819 où il reçoit une médaille d'or. Elle est aussitôt achetée par la ville de Lyon en même temps que son Narcisse pour 15 000 francs. La Pandore est envoyée à Lyon le 28 juin 1820.
Pour le musée des beaux-arts de Lyon, il s'agit de la seconde sculpture de l'artiste à intégrer les collections après l’Euridipe, statue actuellement disparue.
Un dessin de François-Louis Dejuinne, conservé au musée des beaux-arts d'Angers, sur lequel il est noté « Composé et exécuté en marbre par Cortot » serait le modèle de la statue, selon Panofsky. Les deux hommes se connaissent, Dejuinne ayant été à la Villa Médicis en 1813.

## Description
Pandore est une jeune femme créée par Vulcain sur ordre de Jupiter. Ce dernier se sert d'elle pour se venger de Prométhée qui lui a volé le feu sacré pour le donner aux hommes. Jupiter donne à Pandore une boite, renfermant tous les maux et crimes de l'humanité, qu'elle doit donner à Epiméthée qu'elle est censée épouser. mais sa curiosité l'emporte et elle ouvre la boîte. Elle libère donc tout ce qu'elle renferme.
Cortot reprend pour sa composition les tendances de l'époque sur ce sujet classique, où, notamment, le coffre devient une sorte de boite à bijou.
« Fine, droite, pensive, Pandore prend, chez Cortot, avec ses formes impeccables et sa tunique aux plis cannelés et rectilignes, des allures de colonne antique ».
Dans les années 1960, la forme néo-classique n'étant pas reconnue, Panofsky juge que la Pandore, « inaugure une série d’œuvres du XIXe siècle dans lesquelles les noms et les attributs de Pandore ne sont guère qu’un prétexte à montrer une charmante nudité ou semi-nudité féminine ».

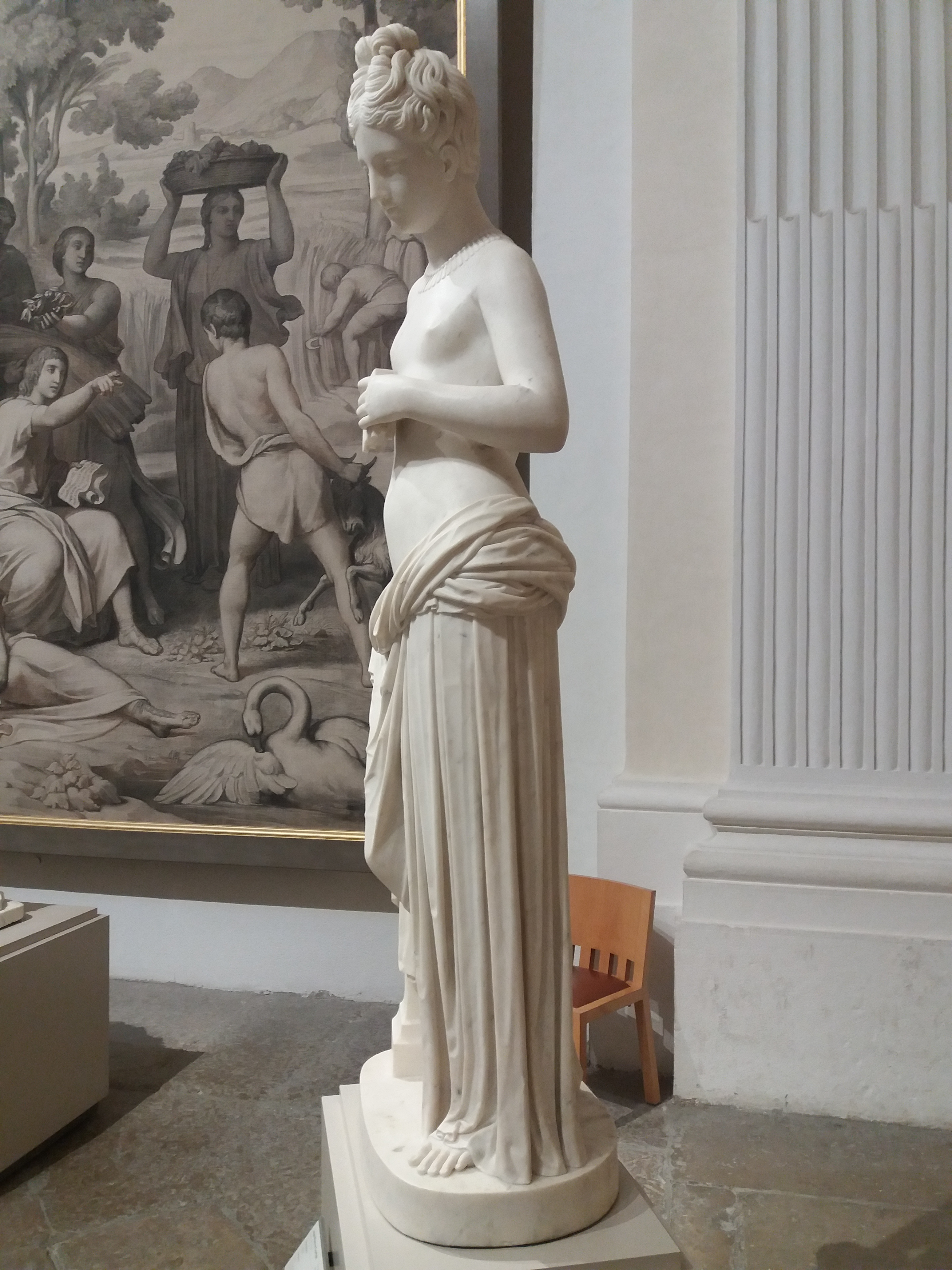
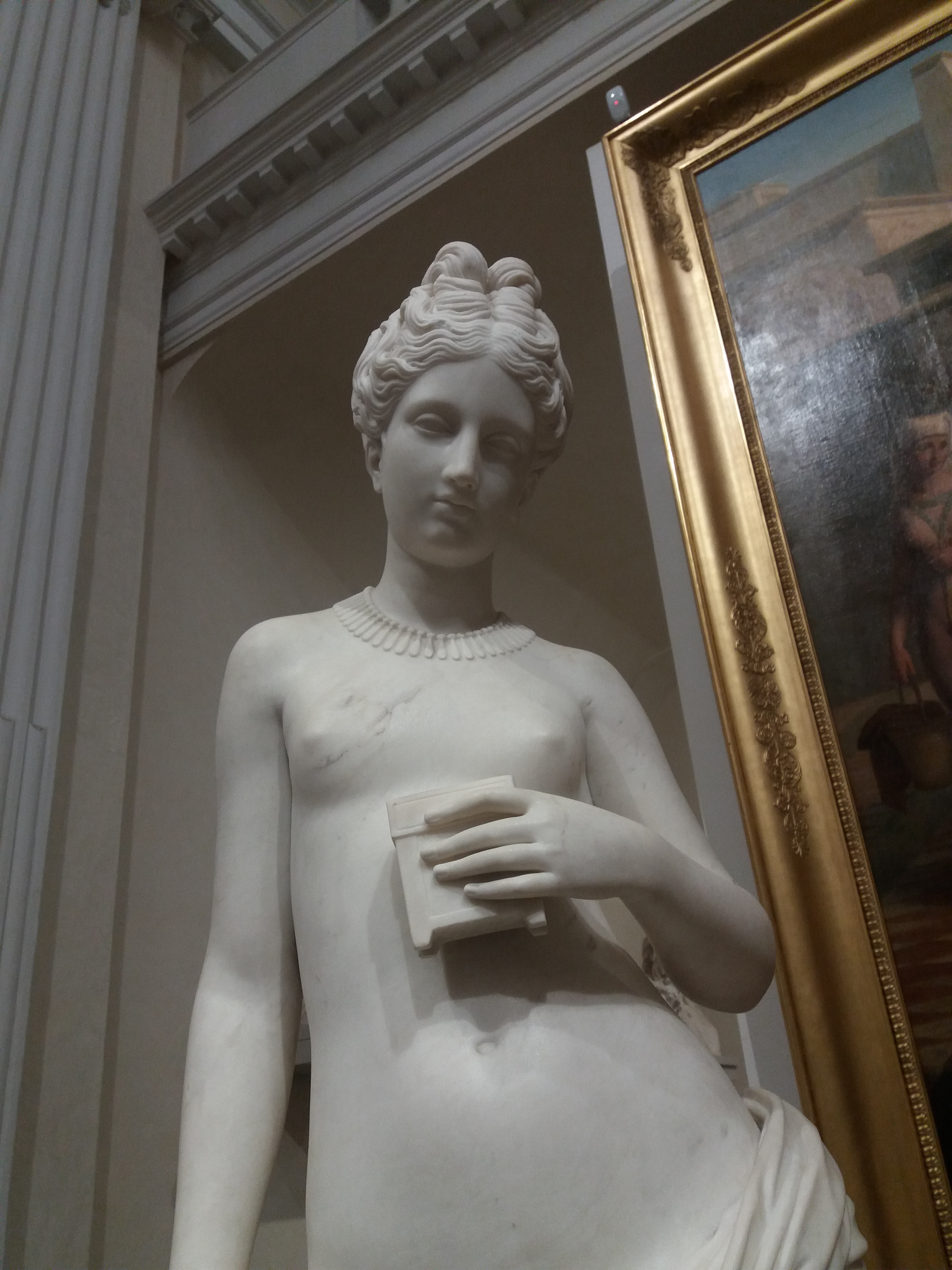
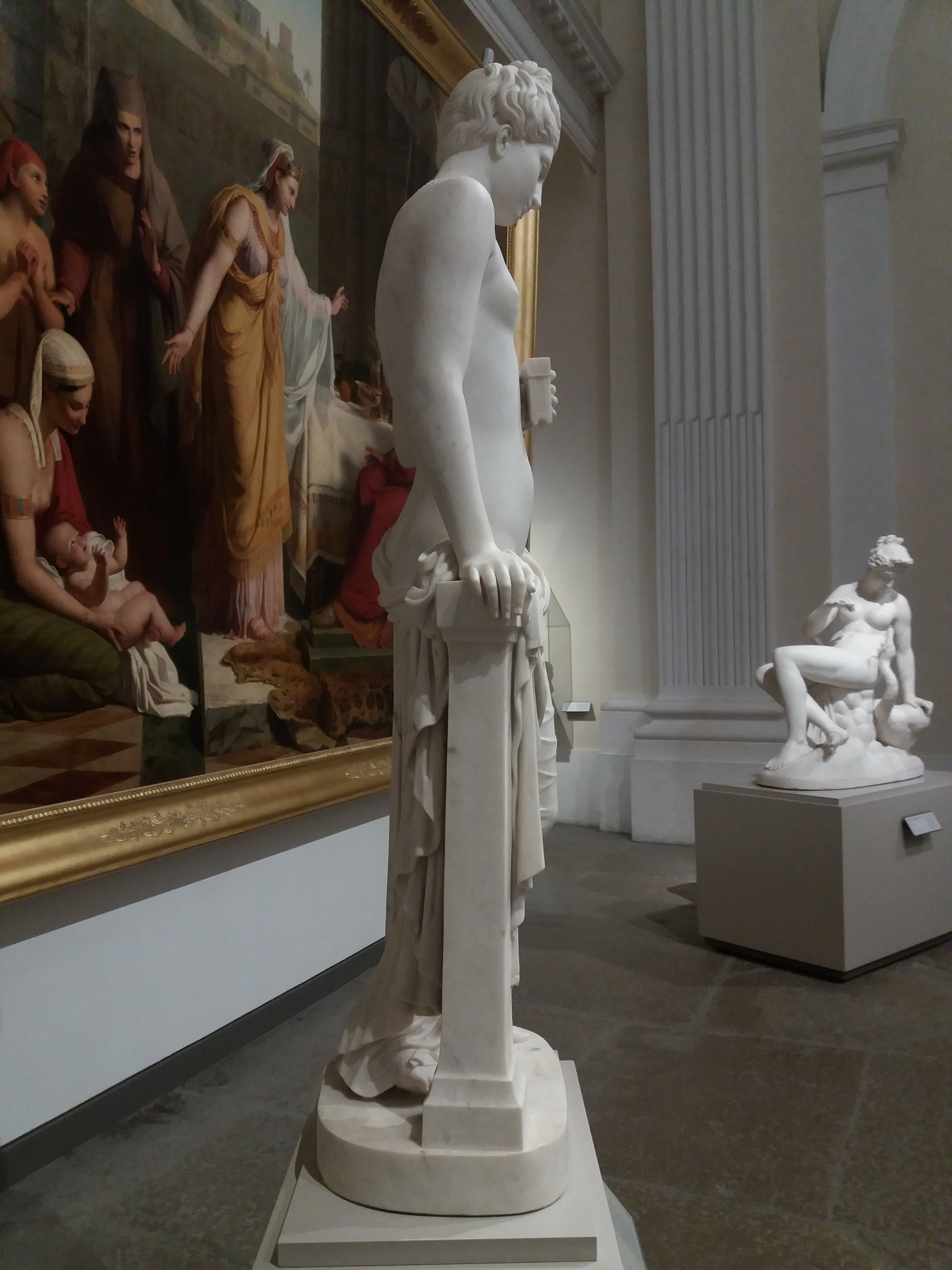
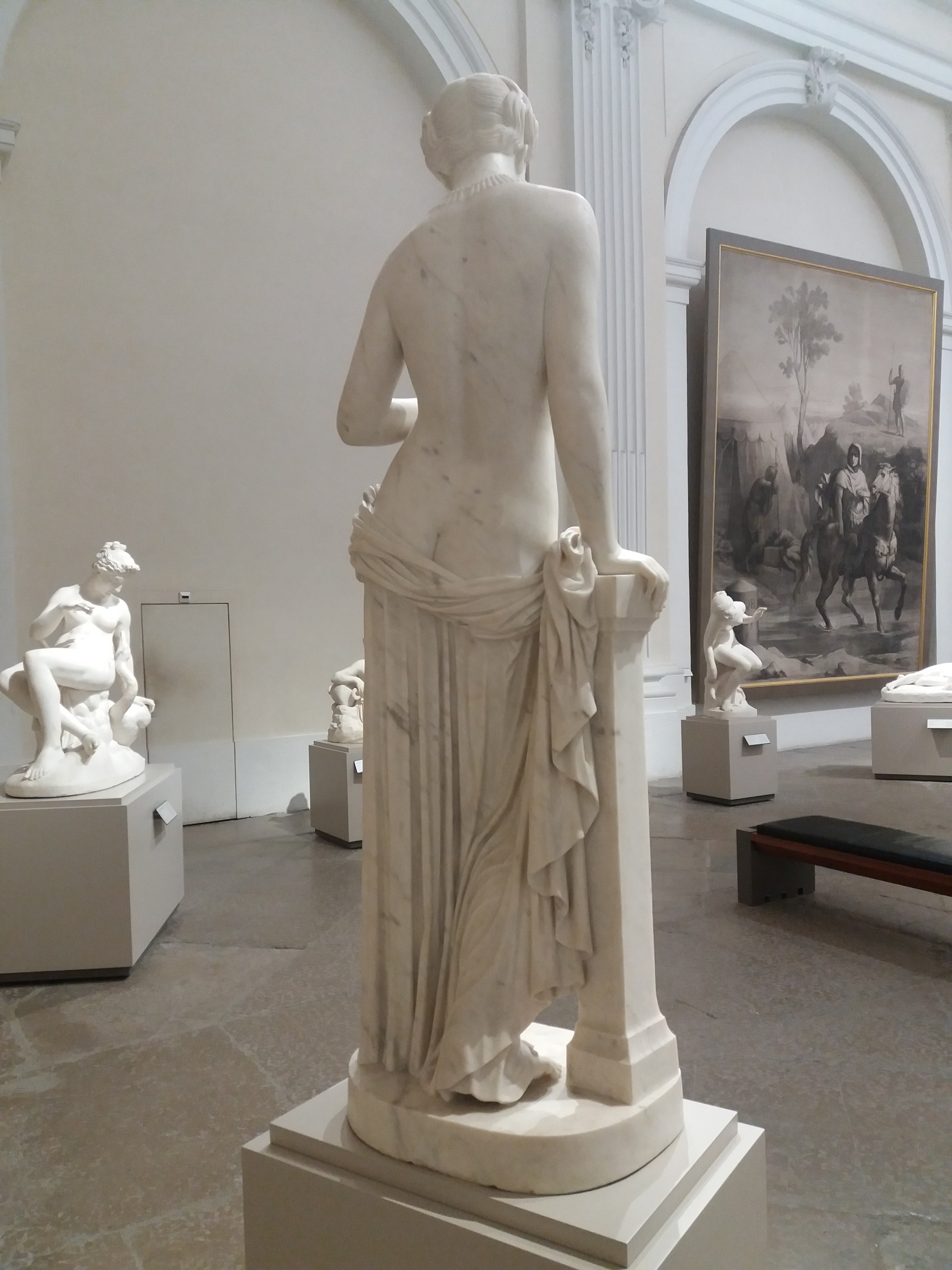

## Contexte
Henri-Joseph Rutxhiel arrive à la Villa Médicis en 1809 et crée un marbre de Pandore exposé en 1822 au Salon de peinture et de sculpture : proche des nus de Jean-Auguste-Dominique Ingres, elle présente quelques similitudes avec celle de Cortot. En 1856, John Gibson rend hommage à Cortot en suivant le même thème, toujours dans le style néo-classique.

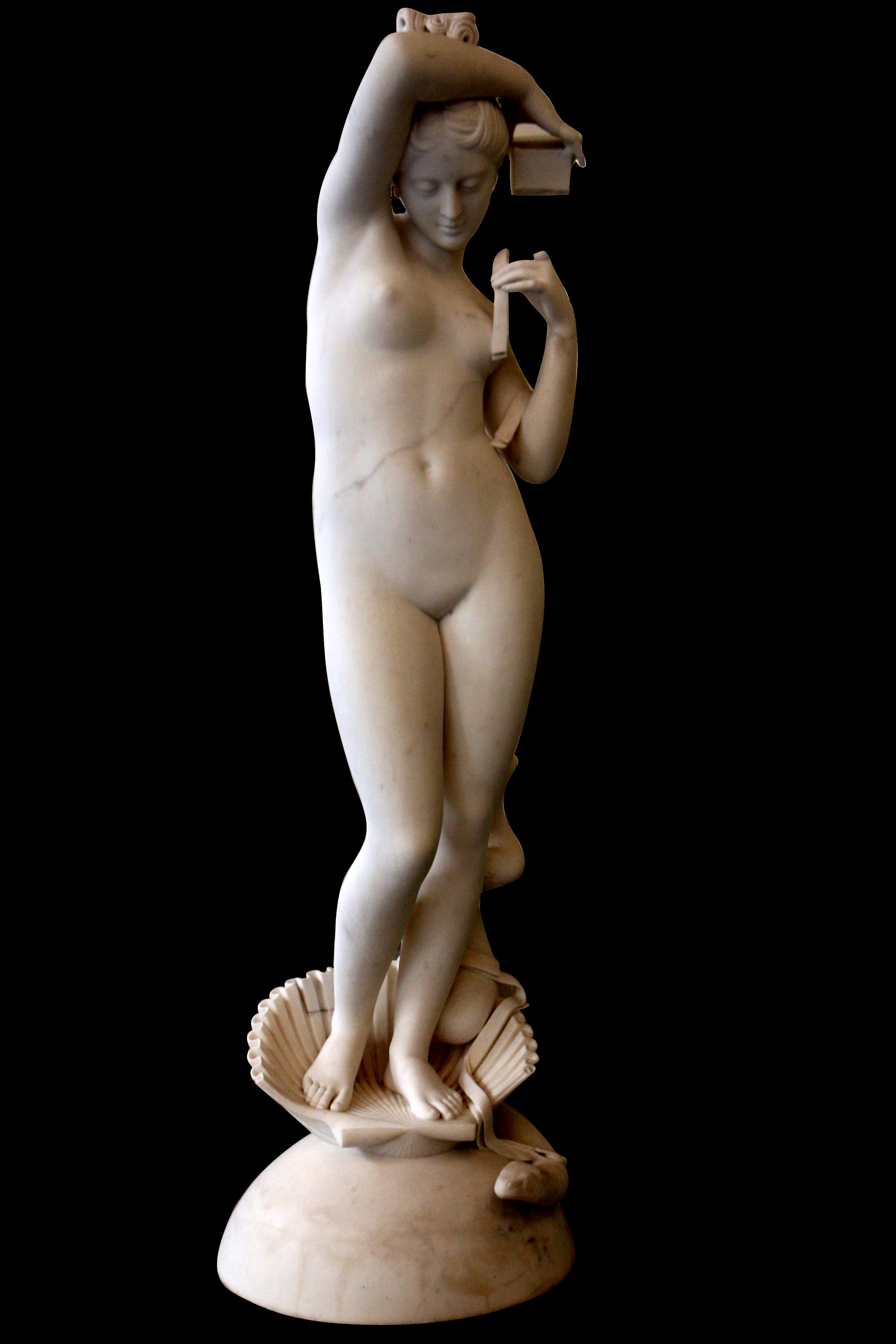
Pandore d'Henri-Joseph Ruxthiel (1822)
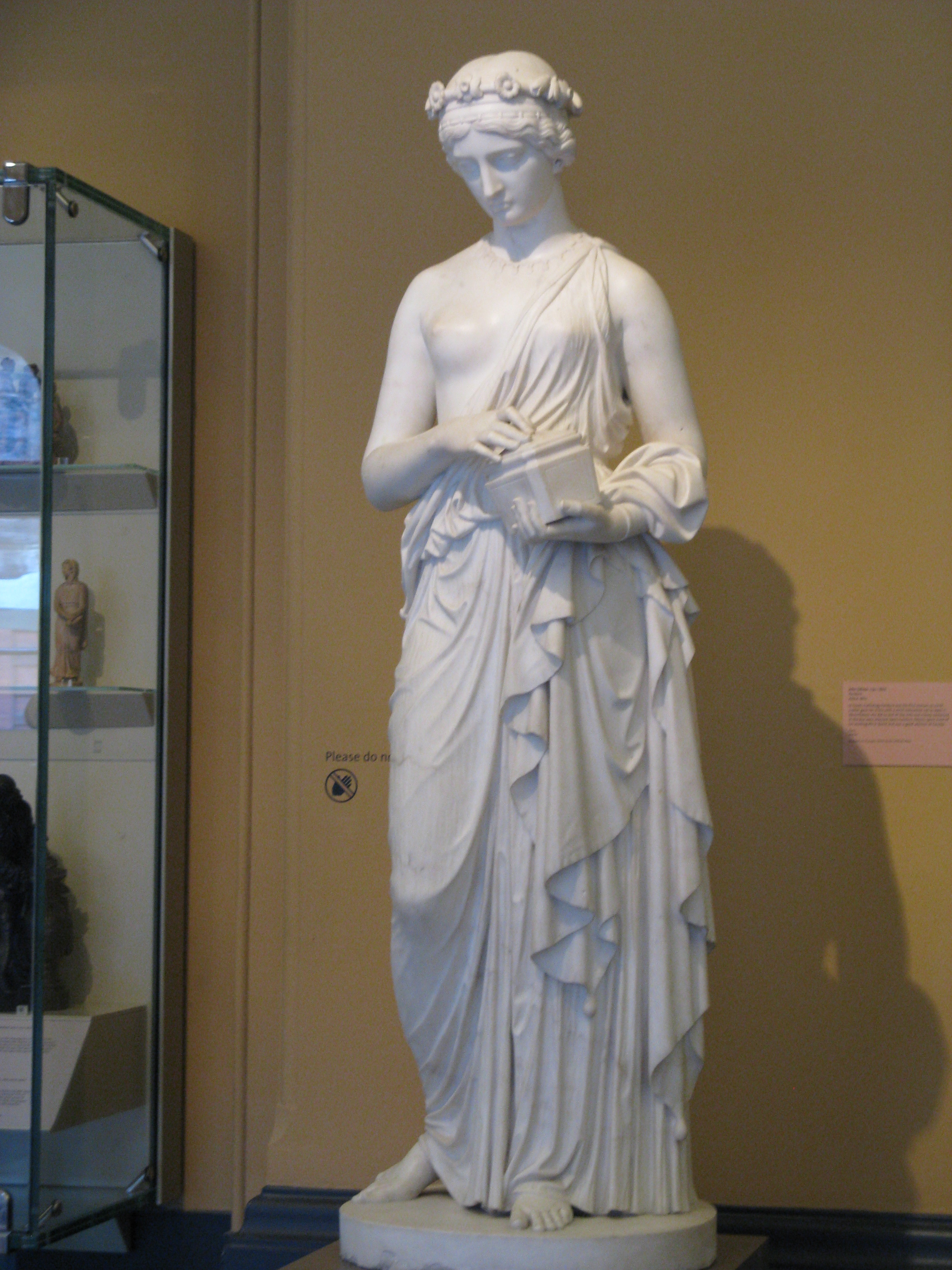
Pandore de John Gibson (1856)